# Hjelm (ø)
|  | Denne artikel omhandler øen i Kattegat. For øen i Guldborgsund, se Hjelm Ø. For andre betydninger, se hjelm. |
Hjelm er en lille ubeboet dansk ø i Kattegat på 0,62 km². Øen er  i dag privatejet og ligger ca. 10 km sydøst for Ebeltoft, adskilt fra Djursland af Hjelm Dyb. Afstand fra Djursland (Hassensør) er ca. 5 km. Det højeste punkt er Fyrbakken med sine 45 m over havets overflade og som navnet antyder ligger der et fyrtårn på bakken; kendt som Hjelm Fyr.
Selvom øen er på private hænder, er stranden som anden strand i Danmark offentligt tilgængelig og øen besøges indimellem af sejlere, selvom strømforholdene omkring øen er besværlige. Det frarådes at besøge øen i fuglenes yngletid som er fastlagt til 1. april til 15. juni.
Det meste af Hjelm er fredet, pga den arkæologiske og historiske betydning, af hensyn til fuglelivet og for at undgå skadevirkninger fra industrien som f.eks. udvinding af ral.
I 2021 blev fyrtårnet og 3% af øen  købt af den danske milliardær Niklas Nikolajsen von Karlshof. De øvrige 97% af Hjelm samt to sommerhuse ejes af medlemmerne af et privat ejerlaug, som har ejet denne del siden 1947. 

## Øens historie
Hjelm har været beboet siden stenalderen, men øen træder først ind i Danmarkshistorien efter mordet på Erik Klipping i 1286. Øen blev kendt som Marsk Stigs tilflugtssted efter danehoffet i pinsen 1287, hvor han og otte andre dømtes fredløse for mordet. Dommen har siden da været meget omdiskuteret, og de fleste sagkyndige hælder til, at det var et justitsmord.

### Fredløse og falskmøntnere
De fredløse søgte hjælp hos den norske kong Erik Præstehader, og han leverede tropper og flådestyrker, som under De fredløses krig plyndrede de danske kystbyer fra 1290 med Hjelm som base. Øen blev befæstet med hele tre borganlæg: Fyrbakken, Kastelsbakken og den noget mindre Skådebakken, bygget fortrinsvis af træ, så de dannede en trekant på den sydlige del af øens ca. 40 m høje morænebakke. Borgene var beskyttet af voldgrave og palisader. Voldstederne er senest undersøgt arkæologisk i 1999 og 2000.
Foruden at være base for en flåde, blev Hjelm også brugt til falskmøntneri. De danske mønter havde på den tid kun et sølvindhold på omkring 10 procent – resten var kobber – men på Hjelm slog man mønter i rent kobber. Ved at dyppe mønterne i en ammoniakholdig opløsning (f.eks. med urin), kunne man danne et tyndt skinnende lag på dem så de lignede sølvmønter. De falske mønter findes i dag på flere museer, blandt andet i Ebeltoft og Nationalmuseet i København.
Marsk Stig døde på Hjelm i 1293, og den danske kong Erik Menved fik mulighed for at indgå en fredsaftale med Erik Præstehader i 1295. Nordmændene fik lov til at beholde Hjelm, og de overlevende fredløse kunne vende hjem. Til gengæld skulle plyndringstogterne og falskmøntneriet indstilles. Aftalen holdt tilsyneladende.
I 1306 følte Erik Menved sig stærk nok til at bryde aftalen og tage øen tilbage. En større styrke blev sendt til øen, og den lille norske garnison kapitulerede efter en kort kamp, hvorefter tropperne fik lov til at sejle hjem til Norge. I Christoffer 2.s håndfæstning 1320 blev de dømte rehabiliterede, og de – eller deres arvinger – fik deres konfiskerede ejendomme tilbage.

### Bønder og fyrpassere
Derefter forsvinder Hjelm igen ud af storpolitikken. I mange år blev der drevet hestestutteri og landbrug på øen, og i 1856 blev der bygget et fyr på voldstedet Fyrbakken, der passedes af en fyrmester og en fyrassistent.
I begyndelsen af 1900-tallet boede der 10-30 mennesker på Hjelm, men øen affolkedes langsomt efter anden verdenskrig. Siden slutningen af 1960'erne, hvor fyret automatiseredes, har øen været uden faste beboere. Øen er i dag ejet af en familiekreds, bortset fra et område omkring fyret.
Selv om fyret blev automatisk, skulle det alligevel tilses en gang om måneden, blandt andet i forbindelse med brændstofpåfyldning. Dette blev et problem, da øens anløbsmole skred sammen, så man måtte bruge en ekstra båd for at komme i land. Derfor opstod den tanke, at fyret kunne drives via solenergi. Der blev opført et anlæg i 2005, hvorefter det kun er nødvendigt med to årlige besøg. Solcelle-anlægget har en maksimal effekt på 3,6 kW, og det reducerer CO2-udslippet med ca. 21 tons årligt.
For at spare en bekostelig vedligeholdelse blev fyrbygningerne nedrevet i 2007, så kun tårnet står tilbage.
Ud over fyrtårn og et mindre maskinhus er der to private beboelsesejendomme på øen, deriblandt et tidligere landbrug, nedlagt omkring 1960.
Hjelm indgår fra 2009 i Nationalpark Mols Bjerge.

## Hjelm i folkevisen
Bygningen af borgene på Hjelm og de plyndringstogter der udgik fra øen samt myten om Erik Klippings misbrug af Marsk Stigs hustru, fru Ingeborg – som motiv for marskens hævn – har sat sig varigt spor i form af en lang række folkeviser; et par af de mest kendte vers lyder:
| Citat | Den bonde han ganger på marken ud og så han der sit korn: Hjælp os Gud Fader i Himmerig og haver nu Hjelm fået Horn Marsk Stig drog op til sin væne hustru, og han bygger Hjelm så fast, han skøtter hverken bøsse eller pil og heller ikke blidekast | Citat |
|       | |       |

## Naturen
Trods sin lille størrelse, har Hjelm en stor botanisk, geologisk og ornitologisk værdi.
Hjelm er en moræne-knold skabt under sidste istid omgivet af 20–30 m høje skrænter og et marint forland af bl.a. strandenge, der udgør halvdelen af øens samlede areal. Strandene og strandvoldene er usædvanligt brede og består af ral, med et tyndt lag jord på en del af området. Her vokser stort set alle de hjemmehørende tidligt blomstrende overdrevsarter og især engelskgræs er dominerende, enkelte steder dominerer liggende hejre. Senere på året ses sankthansurt i stort antal. Tættere på strandene vokser strandkål, bidende stenurt, strandmandstro og strandarve, sammen med andre planter der tåler miljøet her. Mod nord og nordvest, findes et system af krumodder, hvor der ikke er så kraftig plantevækst, men her vokser f.eks. bakkenellike, marehalm, hjælme, dansk kokleare, liden klokke og længere ude findes planter som sodaurt og klæbrig brandbæger. Mod sydvest ligger et større system af strandvolde, der har sin egen botanik; ikke mindst fordi området er tilholdssted for måger i tusindtal, som præger landskabet og floraen med guano. Mågerne har f.eks. indslæbt flere arter såsom nælder, der ikke er naturligt hjemhørende på strandenge. Alt i alt rummer Hjelm en overraskende stor (og stigende) artsrigdom, når man tager øens størrelse i betragtning.
Efter at øen blev øde, og landbrugsaktiviteterne ophørte i 1960'erne, er den invaderet af en del plantevækst såsom hunderose, tjørn, brombær og hyld. Mange af kulturplanterne er forsvundet, men en del har klaret sig fint i konkurrencen, og omkring husene ses vintergæk, havetulipan, solbær og stikkelsbær som eksempler fra den tid. Træerne på øen regnes også for at være efterkommere af planter indslæbt med den tidligere beboelse. Det drejer sig om den 2 hektar store plantage af sitkagran og hvidgran, men også surkirsebær, storbladet lind, syren og vortebirk m.fl. som vokser andetsteds på øen.
Klinterne på Hjelm er bevokset af tætte krat af de invaderende arter, men enkelte steder kan der trænge lidt lys igennem og man kan finde sankthansurt, røllike, hundetunge eller nikkende limurt blandt flere andre.
Hjelm er hjemsted og rasteplads for mange fugle, som fouragerer på havet og strandene omkring øen og kan finde ro til at bygge reder og yngle i klitterne og på strandengene, da de ikke har naturlige fjender her. Der er mange af de almindelige og udbredte fuglearter som måger og vadefugle, men også sangfugle har fundet sig til rette i krattene på øens skrænter. Den altdominerende fugleart må siges at være mågerne, som især holder til på de sydvestlige strandvolde og her findes sølvmåge, stormmåge, sildemåge og svartbag, hvoraf sidstnævnte er den største mågeart i Danmark. Hjelm bruges også som stop for trækfuglene og her er registreret en hel del rødhals, sammen med flere af de sjældnere arter som sort glente, aftenfalk, hvidvinget måge, rødstrubet piber og karmindompap.
- Hjelm huser en svartbagkoloni. Danmarks største måge-art.
- Rødstrubet piber er en sjælden gæst her i landet, men findes - sammen med andre sjældne trækfugle - på Hjelm.
- Strandmandstro er rødlistet, men findes på Hjelms strande. Den må ikke plukkes.
- Engelsk græs er meget udbredt på strandoverdrevene.
- Sankhansurterne blomstrer i stort tal i august-september på Hjelm.
- Hunde-rose breder sig på Hjelm og har dannet tætte krat flere steder.
- Som et levn fra den tidligere beboelse ses tætte bevoksninger med graner i den tidligere plantage.